# Butlerov (cráter)

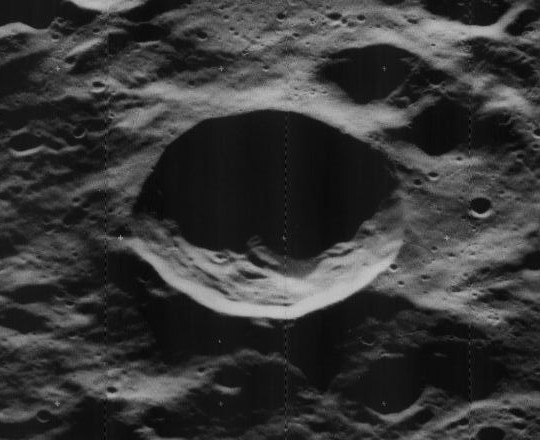
Imagen oblicua desde el Lunar Orbiter 5, lado oeste

Butlerov es un cráter de impacto que se encuentra en la cara oculta de la Luna, más allá de la extremidad occidental y más allá de la zona a veces visible por efecto de la libración. Se localiza a un diámetro hacia el oeste del cráter Pease. Más hacia el oeste aparece el cráter Kolhörster de mayor tamaño.
Se trata de una formación regular de cráter con un borde casi circular que tiene una ligera curva hacia afuera a lo largo de su lado sur. Un cráter más pequeño se une al exterior del perímetro al noroeste. El interior es ligeramente escarpado, pero carece de un pico central.